# Sweet and Tender Hooligan
"Sweet and Tender Hooligan" é uma canção da banda inglesa de rock The Smiths foi escrita pelo cantor Morrissey e pelo guitarrista Johnny Marr. Gravado em 1986, foi lançado como single pela Sire Records em maio de 1995 para promover a coletânea Singles.

## Produção
Enquanto a WEA na Europa optou por relançar o single "Ask" de 1986 para promover Singles, Sire na América achou mais sensato lançar um single contendo raridades, embora nenhuma delas aparecesse na compilação real, como nem "Sweet and Tender Hooligan" em si nem suas faixas de apoio foram lançadas anteriormente como single. A faixa-título já havia sido gravada para a BBC e incluída em Louder Than Bombs e 12" de "Sheila Take a Bow"; "I Keep Mine Hidden", "Work Is a Four-Letter Word" e "What's the World?" eram lados B anteriormente difíceis de encontrar dos singles anteriores "Girlfriend in a Coma" e "I Started Something I Couldn't Finish" (ambos de 1987).

## Letra
A letra descreve a sentença branda de um hooligan, com o narrador sarcasticamente tomando o lado do criminoso, dizendo "e ele nunca mais fará isso / claro que não fará / não até a próxima vez".

## Faixas
1. "Sweet and Tender Hooligan" – 3:35
2. "I Keep Mine Hidden" – 1:59
3. "Work Is a Four-Letter Word" – 2:47
4. What's the World?" (ao vivo) – 2:06

## Capa
A capa do single traz uma foto do boxeador Cornelius Carr do videoclipe do single "Boxers" de Morrissey, dirigido por James O'Brien em 1995.

## Avaliações
Jack Rabid do Allmusic descreveu essa música como "um de seus grandes momentos de inspiração punk (junto com" Londres ") e, como sempre, deveria ter sido o lado A de qualquer maneira."
| Fonte    | Avaliação |
| -------- | --------- |
| AllMusic | 3/5       |